# Janet Thurlow
Janet Lorraine Thurlow (ur. 21 maja 1926 w Seattle, zm. 4 października 2022 w Lynwood) – amerykańska wokalistka jazzowa. Żona puzonisty jazzowego Jimmy’ego Clevelanda.

## Życiorys
Pochodziła z muzykalnej rodziny – jej matka była pianistką. Była najstarsza z pięciorga rodzeństwa. Mając pięć lat, zaśpiewała w „Major Bowes Amateur Hour”, programie radiowym dla młodych talentów. Jako nastolatka uczyła się gry na skrzypcach, fortepianie i śpiewu. Uczęszczała do Broadway High School. Jednakże ukończywszy dziewiątą klasę, przerwała naukę, gdyż po rozwodzie rodziców musiała opiekować się rodzeństwem. Kilka lat później, po śmierci matki przeprowadziła się do mieszkania na ulicy East Madison. Niedaleko mieszkał młody Ray Charles, z którym się zaprzyjaźniła. Wtedy zaczęła słuchać jazzu. Charles często do niej dzwonił z prośbą o przygotowanie posiłku, a następnie grał i śpiewał razem z nią. Następnie zaczęła bywać miejscach, gdzie afroamerykańscy muzycy grali jazz. Próbował tez swoich sił jako wokalistka.
Karierę zawodową rozpoczęła w 1949 jako „stylistka wokalna” w miejscowej orkiestrze Roberta Blackwella. Jako  „R.C.” grał w niej na fortepianie i saksofonie altowym Ray Charles, natomiast szesnastoletni Quincy Jones grał na trąbce i aranżował utwory. W 1951 do swojego big-bandu przyjął ją Lionel Hampton. Była wtedy jedną z pierwszych białych wokalistek pracujących w orkiestrach afroamerykańskich. Szybko namówiła Hamptona, żeby zatrudnił jej przyjaciela – Quincy’ego Jonesa. W kwietniu 1951 nagrała z orkiestrą „Hampa” utwór I Can’t Believe You’re in Love with Me. Po latach dziennikarz Mike Barnes napisał, że dzięki temu nagraniu „stała się być może pierwszą białą wokalistką, która była główną solistką całkowicie czarnego big-bandu”. W sierpniu tego samego roku wystąpiła z formacją Hamptona w Paramount Theatre w Hollywood oraz Trianon Ballroom w jej rodzinnym Seattle. Ona i Jones, który grał już u „Hampa”, zostali wtedy przedstawieni jako „dwoje ziomali”.
Przychodząc do orkiestry Hamptona, poznała grającego w niej puzonistę Jimmy’ego Clevelanda, z którym się zaprzyjaźniła. 2 kwietnia 1953 pobrali się w Chicago i pozostali ze sobą do jego śmierci.  Nie mieli dzieci. Po ślubie odeszła z big-bandu i rozpoczęła w Wietrznym Mieście karierę solową. W październiku 1953 nagrała utwór Eclipse o miłości dwojga ludzi różnych ras. Autorem kompozycji był kontrabasista Charles Mingus, którego oktet towarzyszył jej w nagraniu.
W 1952 przystąpiła do wspólnoty Świadków Jehowy. Ochotniczo występowała jako skrzypaczka na zgromadzeniach regionalnych – w Nowym Jorku na Yankee Stadium, Filadelfii  na Connie Mack Stadium oraz Los Angeles na Dodger Stadium.
W 1967 razem mężem przeprowadziła się z Nowego Jorku do Lynwood w Kalifornii. Przestała śpiewać, natomiast zaczęła uczyć śpiewu. Do jazzu wróciła w 1983. Okazjonalnie występowała z zespołami męża, aż do jego śmierci w 2008.
Zmarła wskutek niewydolności serca w  St. Francis Medical Center w Lynwood. Miała 96 lat. Została pochowana przy mężu na National Cemetery w Riverside.

## Dyskografia
- 1953 Charles Mingus – Charles Mingus Octet – Miss Bliss (Debut Records) – czwórka
- 1955 Różni wykonawcy – Autobiography in Jazz (Debut Records)
- 1977 Różni wykonawcy – Mirage – Avant-Garde Aand Third-Stream Jazz (New World Records)
- 1992 Różni wykonawcy – VTL Sampler 011 - 024 (Vacuum Tube Logic of America, Inc.)
- The Jimmy Cleveland Jazz Ooctet Featuring Janet Thurlow Cleveland (J.C. Recording) – CD, wyd. prywatne[7]